# Missatge d'Arecibo

Missatge d'Arecibo. Els colors van ser afegits per mostrar-ne les diferents parts. El missatge original no té informació sobre colors

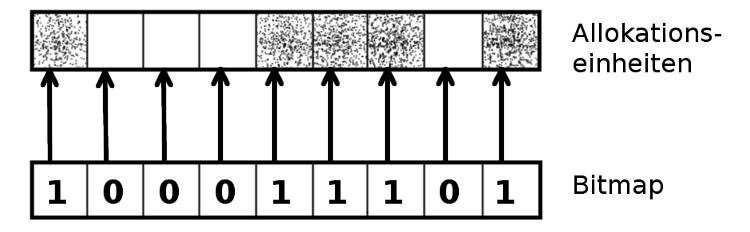
Un mapa de bits binari resulta en una imatge composta únicament per píxels negres i blancs. Cada bit correspon a un píxel: negre si és 1, blanc si és 0.

El missatge d'Arecibo és un missatge de ràdio interestel·lar que conté informació bàsica sobre la Terra, el sistema solar i l'ésser humà enviat a l'espai des del radiotelescopi d'Arecibo el 16 de novembre del 1974, amb l'objectiu que una hipotètica intel·ligència extraterrestre el rebi i desxifri. Va ser el primer missatge interestel·lar deliberat enviat per la humanitat i va ser transmès per a commemorar la remodelació del radiotelescopi. El missatge té una longitud de 1.679 bits (aproximadament 210 octets) i va ser enviat en la direcció del cúmul d'estrelles de M13, a 25.000 anys llum de distància. El destí va ser escollit ja que M13 és un gran cúmul estel·lar relativament proper a la Terra i era disponible al cel al moment i lloc en que es va dur a terme la cerimònia. El missatge va ser dissenyat per Frank Drake, Carl Sagan i d'altres.
Els dígits binaris dels missatge, van ser enviats mitjançant l'antena de 305 metres de diàmetre a una freqüència de 2.380 MHz, el que equival a una longitud d'ona de 12,6 cm. Els "uns" i "zeros" que componen el missatge van ser transmesos mitjançant una modulació de freqüència (FM) de 10 Hz de desplaçament, a una potència de 500 kW i una velocitat de 10 bits per segon. La transmissió del missatge íntegre va durar dos minuts i 47,9 segons.
El nombre 1.679 va ser escollit perquè és un semiprimer (producte de dos nombres primers) i, per tant, en ser desxifrat les dades poden ser ordenades en un mapa de bits binari -on cada bit correspon a un píxel- rectangular de 23 columnes i 73 files o en un arranjament alternatiu de 23 files i 73 columnes. La informació està pensada per a ser interpretada un cop organitzada de la primera manera, mostrant el missatge sobre la Terra i l'espècie humana mentre que si s'organitza de la segona, l'arranjament alternatiu no genera cap tipus d'informació coherent. No obstant el patró resultant de l'arranjament alternatiu (73x23) es troba suficientment organitzat com per diferenciar-lo d'un senyal aleatori o soroll, cosa que permetria a qui el rep provar diferents arranjaments.
El missatge consta de set parts que llegides d'esquerra a dreta, presenten (ordenades de dalt a baix):
1. Els nombres de l'u al deu (blanc)
2. Els nombres atòmics de l'hidrogen, carboni, nitrogen, oxigen i fòsfor, components de l'ADN, molècula present a tots els éssers vius (com l'Homo Sapiens Sapiens, espècie que envia el missatge) i alguns virus (lila)
3. Les fórmules químiques dels sucres i bases nitrogenades en els nucleòtids de l'ADN (verd)
4. El nombre de nucleòtids en l'ADN i la seva estructura helicoidal doble (blau i blanc)
5. La figura d'un ésser humà, la seva estatura mitjana i la població de la Terra (en vermell, blau/blanc i blanc, respectivament)
6. Esquema del sistema solar al qual pertany la Terra, indicant de quin planeta prové el missatge (groc)
7. Una imatge esquemàtica del radiotelescopi d'Arecibo amb informació sobre el diàmetre de l'antena que va retransmetre el missatge (lila, blau i blanc)

La imatge que es mostra ha estat acolorida per facilitar-ne la interpretació de les seves diferents parts i pictogrames. El missatge original no té informació sobre tonalitats de colors, ja que es tracta d'un mapa de bits binari on cadascun dels "zeros" i "uns" correspon un píxel, que traduïts s'interpreten respectivament com a color blanc i negre.

És probable que el missatge sigui danyat i/o degradat pel contacte amb la pols còsmica que hi ha al medi interestel·lar durant el seu viatge. La pèrdua de pocs bits d'informació faria que la senyal fos difícilment desxifrable. A més, com que el missatge tardarà 25 mil·lennis a arribar a la seva destinació (i la resposta 25.000 anys més), aquest pretén ser una demostració dels èxits tecnològics assolits per l'espècie humana més que no pas un intent d'establir comunicació real amb extraterrestres.

## Explicació

### Nombres
La primera part del missatge conté els nombres de l'u al deu escrits en format binari. Els punts de la fila inferior indiquen el fi de la lectura de cadascun dels nombres (llegits com a binari), o l'inici de la lectura ascendent dels quadrats que assignen el valor numèric (20=1; 2¹=2; 2²=4; 23=8; 24=16; 2⁵=32) al nombre binari.
Àdhuc coneixent el format, la codificació dels nombres és una mica enganyosa. Per llegir els tres primers dígits (corresponents als valors numèrics 2⁵, 24, 23), cal ignorar la fila inferior (indicador d'inici/fi de lectura) i començar pel bit situat una posició a la dreta i tres amunt d'aquest, i llegir de dalt a baix. Per a llegir els tres últims dígits (corresponents als valors numèrics 2², 2¹, 20), cal repetir el procediment fet pels tres primers dígits aquest cop amb la columna immediatament superior a l'indicador de començament de lectura.
La disposició es va fer d'aquesta manera i no en una sola columna per optimitzar l'espai ja que de la manera que el missatge va ser dissenyat, en una sola fila no hi cabien nombres binaris de més de tres dígits. Això, però, pot dificultar el desxiframent del missatge perquè posteriorment el missatge conté altres nombres en binari escrits en columnes de més de tres bits.
```
1 2 3 4 5 6 7 8 9 10 <- Traducció dels nombres binaris expressats a sota al sistema decimal
----------------------
0 0 0 1 1 1 1 00 00 00 ]
0 1 1 0 0 1 1 00 00 10 ] <- Nombres en binari (lectura del número complet de dalt a baix i començant per la columna de la dreta en el cas dels mombres decimals 8, 9 i 10)
1 0 1 0 1 0 1 01 11 01 ]
X X X X X X X X X X <- Indicadors de fi de lectura
```

### Components de l'ADN
Hi apareixen els nombres 1, 6, 7, 8 i 15 en binari, corresponents a les masses atòmiques dels elements que componen l'Àcid desoxiribonucleic (ADN): hidrogen (H), carboni (C), nitrogen (N), oxigen (O) i fòsfor (P), respectivament.
Aquests nombres també es troben precedits per un indicador de començament de lectura a la fila inferior. A diferència de la primera part del missatge d'Arecibo (on els dígits binaris es presenten en diferents columnes de tres dígits), aquí els nombres es troben expressats en una sola columna de quatre dígits binaris sense espaiat, cosa que podria dificultar el desxifrat del missatge.
```
H C N O P <- Símbol dels elements
1 6 7 8 15 <- Nombre atòmic en sistema decimal (traducció dels nombres binaris llegits de dalt a baix)
----------
0 0 0 1 1
0 1 1 0 1
0 1 1 0 1
1 0 1 0 1
X X X X X <- Indicadors de fi de lectura
```

### Nucleòtids
Els nucleòtids es descriuen com a seqüències dels cinc àtoms que apareixen a la línia anterior en l'ordre que han estat presentats. Cada seqüència representa la fórmula molecular del nucleòtid incorporat a la doble hèlix d'ADN, i no com es trobaria de forma lliure.

- Desoxiribosa C₅OH₇ ; Adenina C₅H₄N₅ ; Citosina C₅H₅N₂O₂ ; Desoxiribosa C₅OH₇ (tercera línia)
- Fosfat PO₄ ; Fosfat PO₄ (quarta línia)
- Desoxiribosa C₅OH₇ ; Timina C₅H₅N₃O ; Guanina C₅H₄N₅O ; Desoxiribosa C₅OH₇ (cinquena línia)
- Fosfat PO₄ ; Fosfat PO₄ (sisena línia)

La fórmula química de la desoxiribosa present al DNA és C₅H₇O (i no C₅H10O₄ que ho seria en la seva forma lliure). Si es re-arranja la fórmula química ordenant els elements tal com han estat presentats a la segona part del missatge d'Arecibo (hidrogen (H), carboni (C), nitrogen (N), oxigen (O) i fòsfor (P)), s'obté el codi 75010, que és el que s'expressa en binari tal com es mostra a continuació. Aquests nombres binaris també es troben precedits per un indicador de començament de lectura a la fila inferior..
```
HCNOP <- Símbol dels elements 
75010 <- Nombre d'àtoms de cada element en sistema decimal (traducció dels nombres binaris llegits de dalt a baix)
-----
11000
10000
11010
XXXXX <- Indicadors de fi de lectura
```

### Hèlix doble
Aquesta part del missatge (setena línia) mostra representació de l'hèlix doble de l'ADN. Entremig de les dues cadenes d'ADN hi ha una barra vertical (colorejada de color blanc per a la seva millor interpretació) que representa el nombre de nucleòtids mitjà del genoma humà. El nombre presentat és 4.294.441.822 parells de bases, que és el que al 1974 (moment en el qual el missatge va ser transmès) es pensava que feia el genoma humà. Actualment la comunitat científica creu que el genoma humà està constituït per 3,2 milers de milions de parells de bases.
```
4.294.441.822 <- Nombre de parells de bases al genoma humà (segons estimacions del 1974) (nombre en decimal)
11111111 11110111 11111011 01011110 <- Nombre de parells de bases al genoma humà (nombre en binari llegit de dalt a baix i començant per la columna dreta)
--
11
11
11
11
11
01
11
11
01
11
01
11
10
11
11
01
X <- Indicador de fi de lectura
```

### Humanitat
L'element del central (acolorit de color vermell) representa l'ésser humà. L'element de l'esquerra, la seva altura mitjana: 1.764 mm. Per representar aquest nombre, s'ha de multiplicar el nombre 14 (escrit de manera horitzontal de dreta a esquerra, precedint el marcador de fi de lectura i en binari) (acolorit de blanc) i multiplicar-ho per l'única representació d'una mesura de longitud que apareix en el missatge, que és la seva longitud d'ona, 126 mm (acolorida de blau, vertical). L'element de la dreta (acolorit de blanc) representa la mida de la població humana escrita en binari i de lectura horitzontal de dreta a esquerra i de baix a dalt precedint un marcador de fi de lectura (X): 4.292.853.750. (Vuitena línia).
```
ʌ X011011
| 111111
| 110111
X0111 111011
| 111111
v 110000
```

```
1110 en binari equival a 14 en nombres decimals
```

```
000011 111111 110111 111011 111111 110110 en binari equival a 4.292.853.750 en representació decimal
```

### Planetes
A la novena línia del missatge d'Arecibo es representa de forma esquemàtica (i sense estar a escala) el sistema solar. D'esquerra a dreta de la imatge (acolorida en groc): el Sol, Mercuri, Venus, Terra, Mart, Júpiter, Saturn, Urà, Neptú i també Plutó (considerat encara en el moment de la transmissió planeta).
La Terra apareix desalineada per tal de mostrar de quin planeta s'ha enviat el missatge. El nombre de punts de cada cos indica -de forma molt aproximada- la magnitud de cadascun dels cossos del sistema.

### Telescopi
L'última part del missatge (desena línia) representa el radiotelescopi d'Arecibo (acolorit de lila) amb el seu diàmetre: 306,18 metres. Aquest nombre s'expressa com a 2.430 en binari, horitzontal de lectura d'esquerra a dreta i de dalt a baix (acolorit en blanc) i amb un marcador de final de lectura, multiplicat per la longitud d'ona (acolorida en blau) de transmissió del missatge, 126 mm.
```
Últimes dues files:
100101
<--- 111110X ---> <- 100101111110 en binari, que equival a 2.430 en numeració decimal.
```

## Arranjaments alternatius
La decodificació del missatge d'Arecibo en un rectangle amb costats de 23 i 72 bits resulta en 16 possibles imatges rectangulars. Vuit configuracions (part superior de la imatge, acolorits) en permeten la interpretació del missatge (és igualment interpretable després de girs de simetria o rotacions) mentre que les vuit restants (part inferior de la imatge) generen un patró inintel·ligible. No obstant el patró resultant dels vuit arranjaments alternatius inintel·ligibles es troben suficientment organitzats com per diferenciar-los de senyals aleatoris o soroll, cosa que permetria al receptor re-configurar el missatge provant altres arranjaments fins a obtenir patrons desxifrables.

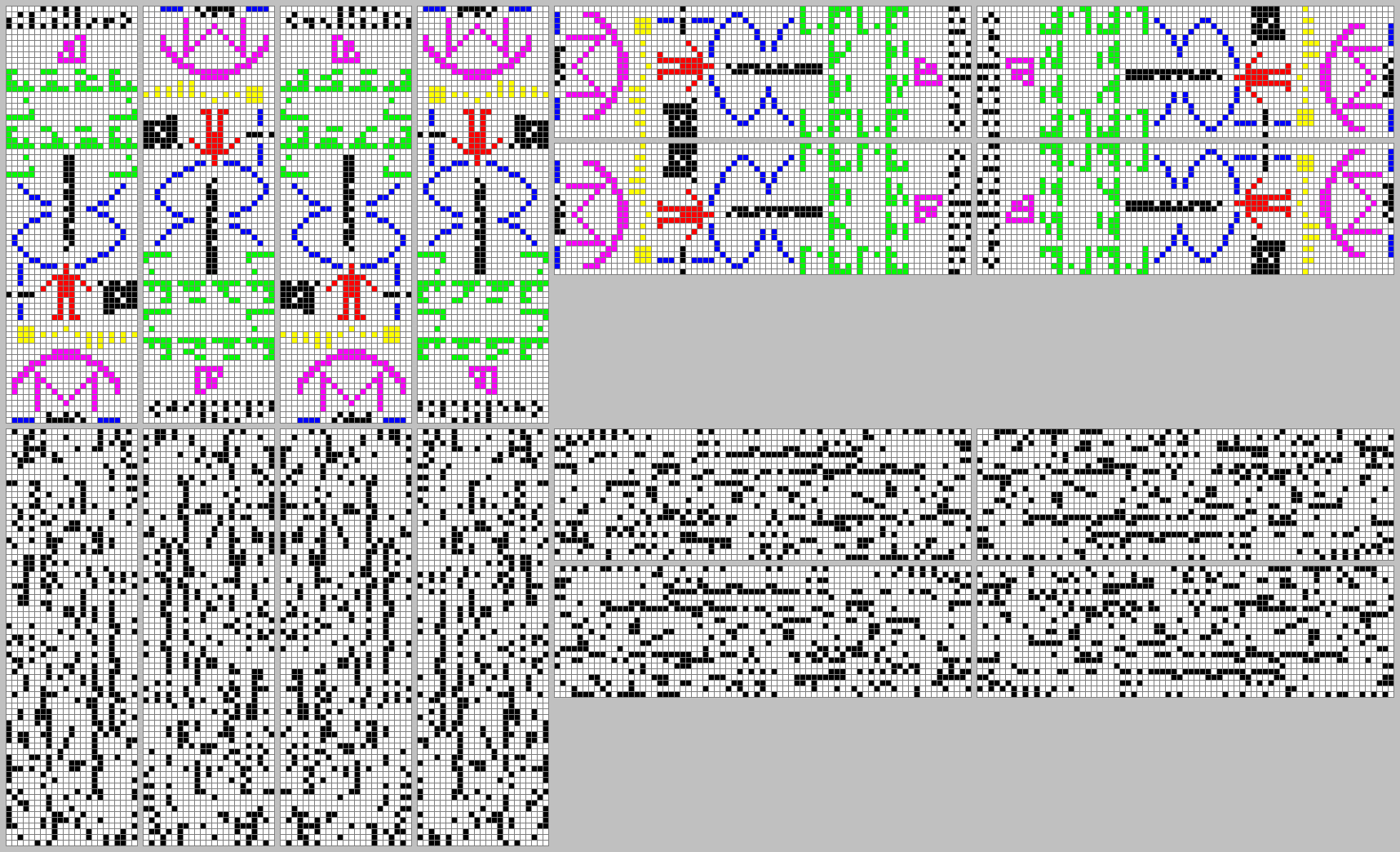
La decodificació del missatge d'Arecibo en un rectangle amb costats de 23 i 72 bits resulta en 16 possibles imatges rectangulars. Algunes permeten la interpretació del missatge (acolorides).

Alguns arranjaments alternatius no generen cap tipus d'informació coherent, com és el cas d'aquesta imatge. No obstant el patró resultant es troba suficientment organitzat com per diferenciar-lo d'un senyal aleatori o soroll